# Afrique Asie

Afrique Asie était un mensuel d’analyse politique, économique, sociale et culturelle , centré, comme l'indique le titre, sur le continent africain et l’Asie. Édité à Paris, Afrique Asie est diffusé dans une cinquantaine de pays d’Europe, d’Afrique, du Proche-Orient et du Moyen-Orient ainsi que sur le continent américain. Le projet initial était particulièrement consacré aux luttes de libération contre le colonialisme et aux premières années post-indépendance.

## Historique
En 1969, Simon Malley (en) fonde et dirige Africasia, qui devient en 1972 Afrique Asie. 
La diffusion d'Afrique Asie s'interrompt en juillet 1987 en raison de difficultés financières, bien qu'étant, d'après le quotidien Le Monde, « au premier rang de la presse tiers-mondiste de langue française ».  Le magazine renait en octobre 1989 sous le titre Le Nouvel Afrique Asie,.
Le magazine s'est voulu en effet durant plusieurs décennies « le premier périodique consacré à la lutte de libération des peuples opprimés ». Le ton est militant dans les années 1970, et il a « parfois versé dans l'aveuglement et le sectarisme » d'après le journaliste Jean-Pierre Langellier. Simon Malley préfère écrire que « le magazine a paru épouser certaines causes de façon inconditionnelle ». Simon Malley a même été un moment expulsé de France, en 1980, en tant que directeur de cette revue, pour avoir pu « nuire, par ses propos, aux intérêts de la France dans des États ayant avec elle des relations diplomatiques normales », selon la réponse du ministre français de l'Intérieur, Christian Bonnet, à une question à l'Assemblée nationale de Laurent Fabius. Il est revenu en 1981 avec l'arrivée au pouvoir en France de la gauche. Simon Malley décède le 7 septembre 2006,.
En septembre 2005, une procédure de liquidation judiciaire est engagée à l’encontre de la Société d’édition Africasil qui publiait Le Nouvel Afrique Asie.
En décembre 2005, Majed Nehmé, rédacteur en chef depuis dix-sept ans, reprend la direction du journal, qui redémarre sa parution sous le nom d'Afrique Asie. Le titre est exploité par une nouvelle société, la SARL AFRIAM, présidée par Majed Nehmé qui en est également le principal actionnaire.
Le magazine cesse de paraître en octobre 2017, la société AFRIAM qui l’éditait depuis décembre 2005 ayant déposé le bilan.

## Diffusion
En 2005, Le Nouvel Afrique-Asie vendait chaque mois entre 12 000 et 14 000 exemplaires.